# Eleanor Green
Titre
Comtesse consort de Rosenborg
10 juin 1924 – 3 juillet 1966
(42 ans et 23 jours)
Eleanor Green, princesse Viggo, comtesse de Rosenborg, née le 5 novembre 1895 à New York (États-Unis) et décédée le 3 juillet 1966 à Copenhague (Danemark).

## Mariage
Le 10 juin 1924 à New York, elle se marie avec le prince Viggo de Danemark. À la suite de ce mariage morganatique, le prince Viggo renonce donc à ses droits au trône et reçoit le titre de comte de Rosenborg. Leur union restera sans postérité.
Elle est enterrée dans la cathédrale de Roskilde.

## Héraldique
La princesse est décorée de l'Ordre de l'éléphant par le roi Frédéric IX de Danemark le 11 mars 1961 à la suite de cette nomination elle reçoit comme armoiries : accolé d'or au lion léopardé d'azur soutenu de 3 cœurs de gueules ordonnés 2 et 1 et d'azur à trois cerfs d'or.

## Distinctions
- Chevalier de l'ordre de l'Éléphant